# Oradtjärnen (Älvdalens socken, Dalarna, 680084-139278)
Oradtjärnen är en sjö i Älvdalens kommun i Dalarna och ingår i Dalälvens huvudavrinningsområde.